# Курин, Николай Павлович
Николай Павлович Курин (4 (17) декабря 1906 года — 26 мая 2004 года) — советский химик-технолог в области редких, рассеянных и радиоактивных элементов, основатель кафедры 43 и физико-технического факультета Томского индустриального института, доктор технических наук, профессор, лауреат Государственной премии СССР, заслуженный химик России, ветеран атомной промышленности РФ, заслуженный профессор  ТПУ.

## Биография
Из семьи крестьян. В 1917 году окончил сельскую школу, в 1923—1927 годах обучался в Воронежском педагогическом техникуме им. АН СССР. В 1927 г. поступил в Московский химико-технологический институт им. Д. И. Менделеева. Учёба совпала с периодом индустриализации страны и созданием химической промышленности. Учителями Курина были крупные учёные, являвшиеся лучшими представителями русской физико-химической школы: академик П. П. Шорыгин (химик-органик), профессора И. Р. Кричевский (химическая термодинамика), Я. И. Михайленко, бывший ректор ТТИ (физическая химия), И. А. Тищенко (процессы и аппараты химического производства), Н. П. Песков (физико-химия) и другие.
В 1931 г. окончил МХТИ по специальности «Основная химическая промышленность» (руководитель проф. Н. Ф. Юшкевич) с присвоением квалификации инженера-технолога и в январе 1932 г. зачислен в аспирантуру МХТИ. 16.04.1935 г. защитил диссертацию по теме «Исследование катализатора Казале для синтеза аммиака при атмосферном давлении», решением квалификационной комиссии НКТП СССР от 01.11.1935 г. Курину была присуждена учёная степень кандидита химических наук, тем же решением был утверждён в учёном звании доцента кафедры технологии неорганических веществ.
В 1935—1937 гг. — доцент МХТИ, в апреле 1937 г. решением ГУУЗа Наркомтяжпрома СССР в порядке перевода был направлен в Томский индустриальный институт (ТПУ) заведующим кафедрой технологии неорганических веществ.
Во время Великой Отечественной войны трижды подавал заявление об отправке на фронт, но получал отказ с мотивировкой об использовании его в тылу.
С 1950 года начался новый этап деятельности Курина в связи с организацией в ТПИ физико-технического факультета. Курин основал и возглавил кафедру технологии радиоактивных, редких и рассеянных элементов (№ 43). Эту кафедру он возглавлял до 1986 г., то есть 36 лет.
При ФТФ ТПИ решением Минатома СССР была организована крупная научно-исследовательская лаборатория п/я 15 для выполнения работ для Томского химического комбината, впоследствии она была преобразована в лабораторию № 4 и переведена на хоздоговорные начала. Научным руководителем этой лаборатории стал Курин.
В 1966 г. по совокупности работ Куриным была защищена докторская диссертация, а 14 июля 1967 г. он был утверждён в учёном звании профессора по возглавляемой им кафедре. С июня 1986 г. — профессор-консультант на созданной им кафедре, заместитель председателя Ученого совета по присуждению ученых степеней [1; 230—233].

## Кафедра 43 физико-технического факультета ТПИ
К середине 40-х годов уже было понято значение энергии атомного ядра. Страна взяла курс на её освоение. Первой задачей было создание новых высокопроизводительных наукоемких технологий, которые могли бы в кратчайший срок обеспечить паритет с США в обладании ядерным оружием. Это был разгар холодной войны и старт невиданной в истории человечества гонки вооружений. Все предприятия и исследовательские организации атомной промышленности располагались тогда в европейской части страны и на высокоразвитой в промышленном отношении территории Урала.
В марте 1949 года Совет Министров СССР принял постановление о строительстве Зауральского машиностроительного завода (ныне — Сибирский химический комбинат) в районе Томска. Это был стратегический объект, наиболее удалённый от внешних границ СССР, он должен был быть запущенным в эксплуатацию к концу 1950 года.
Отчетливо понимая, что осуществить эту задачу без высококвалифицированных специалистов невозможно, Совмин СССР принял секретное в то время постановление о начале подготовки инженерных кадров для атомной промышленности в Сибири.
Уже в мае 1949 года вышел приказ по Министерству высшего образования СССР об организации в Томском политехническом институте (ТПИ) физико-технического факультета (ФТФ) в составе шести кафедр. Предписывалось выделить ассигнования на строительство учебно-лабораторного корпуса (ныне 10 корпус ТПУ), студенческих общежитий, жилых домов для преподавателей и научных работников, а также на покупку оборудования, материалов, химических реактивов, установить повышенные стипендии студентам и аспирантам и т. д.
Приказом министра предписывалось с целью ускорения выпуска инженеров студенческие группы старших курсов создавать за счет перевода с других факультетов «отлично успевающих студентов других специальностей ТПИ, преданных партии, правительству и социалистической Родине» с последующим направлением их на предприятия атомной промышленности (в распоряжение Первого Главного управления Совмина СССР).
В условиях острого дефицита кадров и полного отсутствия учебно-методической литературы профессор Курин создаёт уникальный научно-образовательный комплекс «Кафедра 43 ФТФ». Сотрудники кафедры под его руководством не только занимаются подготовкой специалистов, но и участвуют в новаторских проектах создания основных производств атомного комплекса страны. За короткий период Куриным была проделана большая работа по организации учебного процесса и созданию методической базы для подготовки высококвалифицированных специалистов. Эта работа велась в режиме высочайшей секретности, в тот период в открытой печати практически отсутствовала какая-либо учебная и научная литература по технологии урана, плутония и других ядерных материалов. Курин разработал основные лекционные курсы по технологии ядерного топлива. Были организованы лабораторный практикум по специальной технологии и дипломирование студентов. Большие усилия были вложены в создание специальных лабораторий для работы с радиоактивными веществами. С самого начала студенты стали привлекаться к научно-исследовательской работе.
В 1956 года было завершено строительство 10-го учебного корпуса, и все кафедры переехали в него. Необходимое материально-техническое снабжение по заявкам ФТФ из центральных фондов Министерства среднего машиностроения СССР, а так же наличие нового оборудования, площадей, талантливых сотрудников позволило резко активизировать научно-исследовательские работы. На базе кафедры в 60-х годах было создано отделение № 1 ТПИ на СХК, которое потом постепенно переросло в Северскую государственную технологическую академию, где основу профессорско-преподавательского состава составляют выпускники кафедры. С 1957 года Курин также является научным руководителем организации П/Я-15, реорганизованной в 1959 году в лабораторию № 4 ТПИ.
Курин заведовал кафедрой 36 лет — по 1986 год. За это время кафедрой было подготовлено для атомной промышленности 1100 инженеров химиков технологов и выполнен большой комплекс НИР по совершенствованию технологических процессов в атомной промышленности.
После ухода на пенсию Николай Павлович оставался профессором-консультантом и ежедневно приходил на свою кафедру, где его ждали аспиранты и докторанты[2].

## Научная деятельность
Курин является основателем сибирской научной школы технологов атомной промышленности. Во время Великой Отечественной войны 1941—1945 гг. Куриным была создана и введена в эксплуатацию оригинальная общедоступная установка для производства карбида кальция на местном сырье, что обеспечивало производство сварочных работ во многих отраслях промышленности военного времени. Куриным разработан метод регенерации ртутных выпрямителей различных марок для шахт Кузбасса, что позволило предотвратить срыв электрооткатки угля в наиболее тяжелый период войны.
Куриным были созданы специальные курсы по новой технологии на базе физической химии, термодинамики и учения о строении вещества с использованием современных методов строительства аппаратуры, организованы специальные лаборатории по изучению процессов, протекающих в указанных технологиях [3; 182—183]
В годы войны и послевоенный период Курин оказал существенную техническую помощь Кемеровскому азотно-туковому, коксохимическому (№ 510), кислородному заводам, в Томске — электромеханическому заводу, электростанции и др. в решении ряда производственных вопросов при их пуске и работе, а также при проведении экспертных анализов и консультаций. В этот период он руководил научно-исследовательской работой двух кафедр по темам: «Исследование окисления аммиака в присутствии не платиновых катализаторов при повышенных давлениях» и «Исследование механизма слёживания аммиачной селитры» (одного из компонентов начинки авиабомб и производства минеральных удобрений). Разработка этих тем имела большое теоретическое и практическое значение. Так, предложенный способ гранулирования в борьбе со слеживанием аммиачной селитры позволил увеличить на азотно-туковом заводе в г. Кемерово выпуск военной продукции. Много было и других ответственных спецзаданий и разработок, выполнявшихся в тесной связи с производством и все это при осуществлении непрекращающегося в институте учебного процесса, участием вместе с сотрудниками в строительстве подъездных путей к эвакуированным в Томск предприятиям, трамвайных линий, ремонте зданий, заготовке топлива и других. За время работы на кафедре ТНВ Куриным было выполнено 255 научных работ, главным направлением которых было глубокое охлаждение и катализ.
Коллективом научно-исследовательской лаборатории № 4, научным руководителем которой был Курин, был выполен цикл работ по совершенствованию технологии ядерного горючего и интенсификации технологических процессов. Под его руководством и при непосредственном участии были осуществлены работы по конструированию аппаратуры для точных измерений изотермического дроссель-эффекта газов, по исследованию синтеза аммиака на железных катализаторах, окисления азота на неплатиновых катализаторах для контактного способа производства серной кислоты и синтеза метанола. К этой работе привлекались преподаватели кафедры, аспиранты, студенты [1; 231—233].

## Педагогическая деятельность
Для организации учебного процесса Куриным были разработаны программы и учебные планы, освоены новые лекционные курсы, спецкурсы поьновой технологии на базе физической химии, термодинамики и учения о строении вещества, органимзованы специальные лаборатории по изучению процессов, протекающих в указанных технологиях. Курин читал лекции по основным профилирующим курсам, руководил дипломным и курсовым проектированием, частично вел лабораторные практикумы по спецтехнологии, являлся членом ГЭКа.
Ныне кафедра готовит специалистов по двум специальностям: «Химическая технология материалов современной энергетики» и «Химическая технология редких элементов и материалов на их основе». Со времени основания (1950 г.) кафедра подготовила более 1600 специалистов, которые составили костяк инженерного корпуса предприятий атомной промышленности в Сибири, Д. Востоке и Ср. Азии.
Многие выпускники стали руководителями министерств: Минхимпрома СССР (В. В. Листов, В. П. Иванов), Минмаша СССР (Л. В. Забелин), Минатома РФ (П. И. Лавренюк), крупнейших комбинатов и заводов (Г. П. Хандорин, Г. А. Солодов, Ю. Ф. Кобзарь, Г. А. Щапов, Г. А. Демидов, В. М. Короткевич и др.). Куриным подготовлено 65 кандидатов наук, многие из них защитили докторские диссертации [1; 231—233].

## Общественная деятельность
Курин принимал активное участие в общественной жизни, являясь членом Совета научных работников, месткома ТПИ, обкома, Союза работников Высшей школы и учебных заведений, научно-экономического Совета, Новосибирского Совнархоза, возглавлял в период избирательных кампаний окружные и участковые комиссии [1; 233].

## Семья
Жена — Орман Геня Абрамовна (р. 1908 г.), в 1937—1979 гг. работала старшим преподавателем кафедры ТНВ ХТФ ТПИ.
Жена — Лепинских Аннета Валентиновна (р. 1939 г.).
Сын — Михаил Николаевич (1931—1979 гг.), к.т. н., доцент ТПУ.
Дочь — Судакова Наталья Николаевна (р. 1938 г.) — доцент ТГУ.

## Признание, награды, звания
- В день 95-летия Курина в ТПУ состоялись чествования и международная научно-практическая конференция «Проблемы и перспективы технологии атомной промышленности» с участием многочисленных гостей и представителей предприятий атомной отрасли России, Украины, Узбекистана и Казахстана.
- В 1962 и 1964 гг. за внедрение научных разработок удостоен двух премий Минсредмаша СССР, в 1986 г. за цикл работ по совершенствованию технологии ядерного топлива в числе коллектива ученых присуждена Государственная премия СССР.
- Награжден орденом «Знак Почета» (1948); медалями «За доблестный труд в Великой Отечественной войне 1941—1945 гг.» (1946), «За трудовую доблесть» (1961), «30 лет Победы в Великой Отечественной войне 1941—1945 гг.», «За доблестный труд. В ознаменование 100-летия со дня рождения В. И. Ленина», «40 лет Победы в Великой Отечественной войне», «50 лет Победы в Великой Отечественной войне», «Ветеран труда».
- Также награжден знаками «За отличные успехи в работе. Высшая школа СССР» и «50 лет атомной отрасли».